# Palácio de Kew

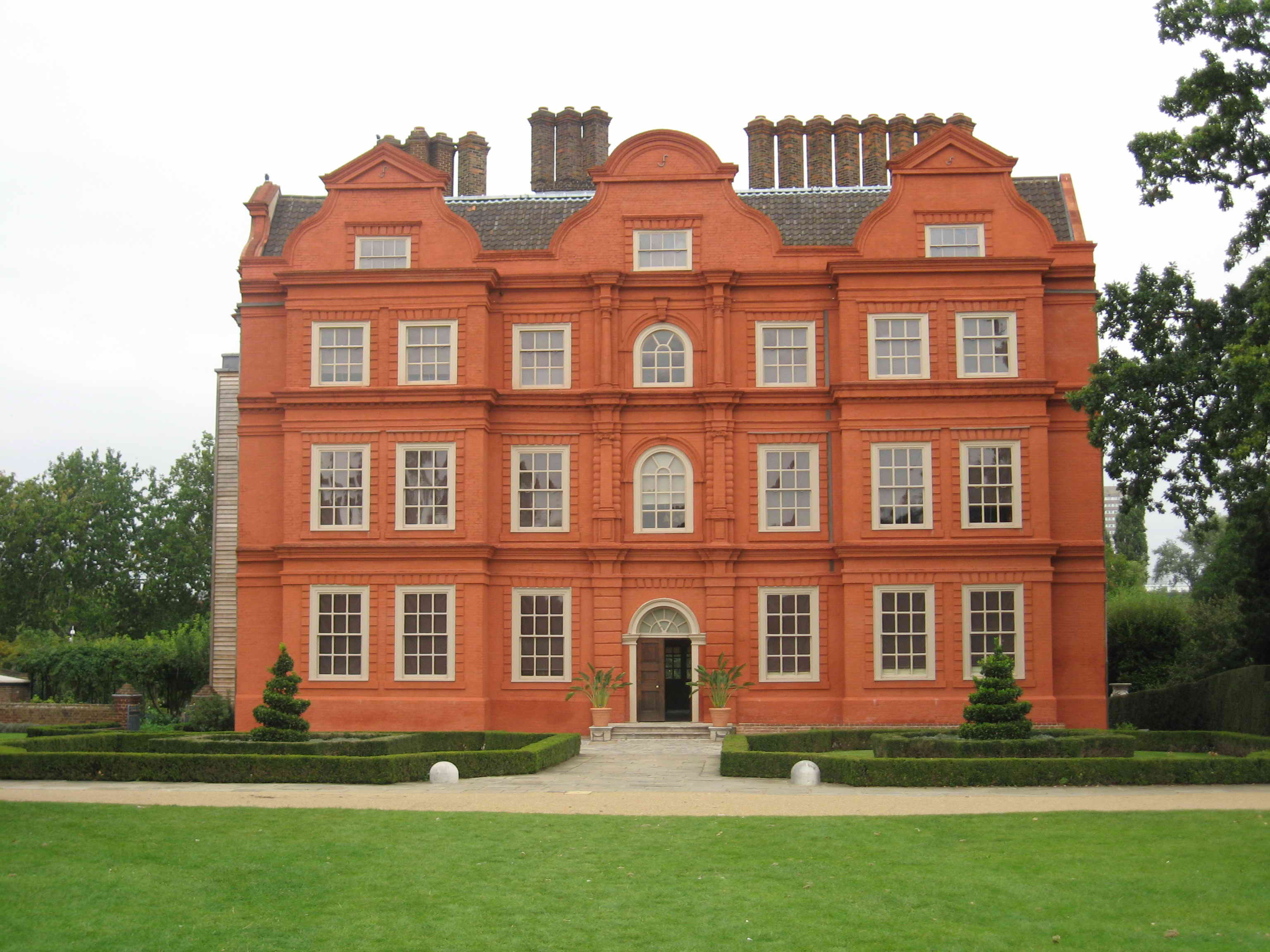
Fachada do Kew Palace.

O Palácio de Kew (em inglês Kew Palace) é um antigo palácio Real da Inglaterra situado em Kew, actualmente um subúrbio da parte oeste de Londres. O actual palácio é o terceiro edifício existente no mesmo local, encontrando-se aberto ao público.

## Velho Kew Palace
O velho palácio foi construído, em 1631, por Samuel Fortrey.
O edifício pertenceu à família Capel e, por casamento, tornou-se propriedade de Samuel Molyneux, secretário de Jorge II.
Frederico, Príncipe de Gales fez um longo arrendamento da casa, da qual fez uma das suas residências frequentes. Também o seu poeta favorito, James Thomson, autor de "The Seasons", residiu ali por vezes  Em 1738, outro poeta, Alexander Pope, deu ao Príncipe Frederico um cão, com o seguinte verso inscrito na sua coleira:
Sou o cão de Sua Alteza em Kew.
Peço-vos que me diga, sir, que cão sois vós?
A casa continha algumas boas pinturas, entre as quais se encontrava um conjunto de obras de Canaletti; a célebre pintura da galeria Florença, por Zoffany (o qual residia na vizinhança). Os campos praserosos, contendo 120 acres (0,49 km²), foram arranjados por Sir William Chambers, um dos maiores mestres da jardinagem ornamental inglesa.

## O Kew Palace de Jorge III

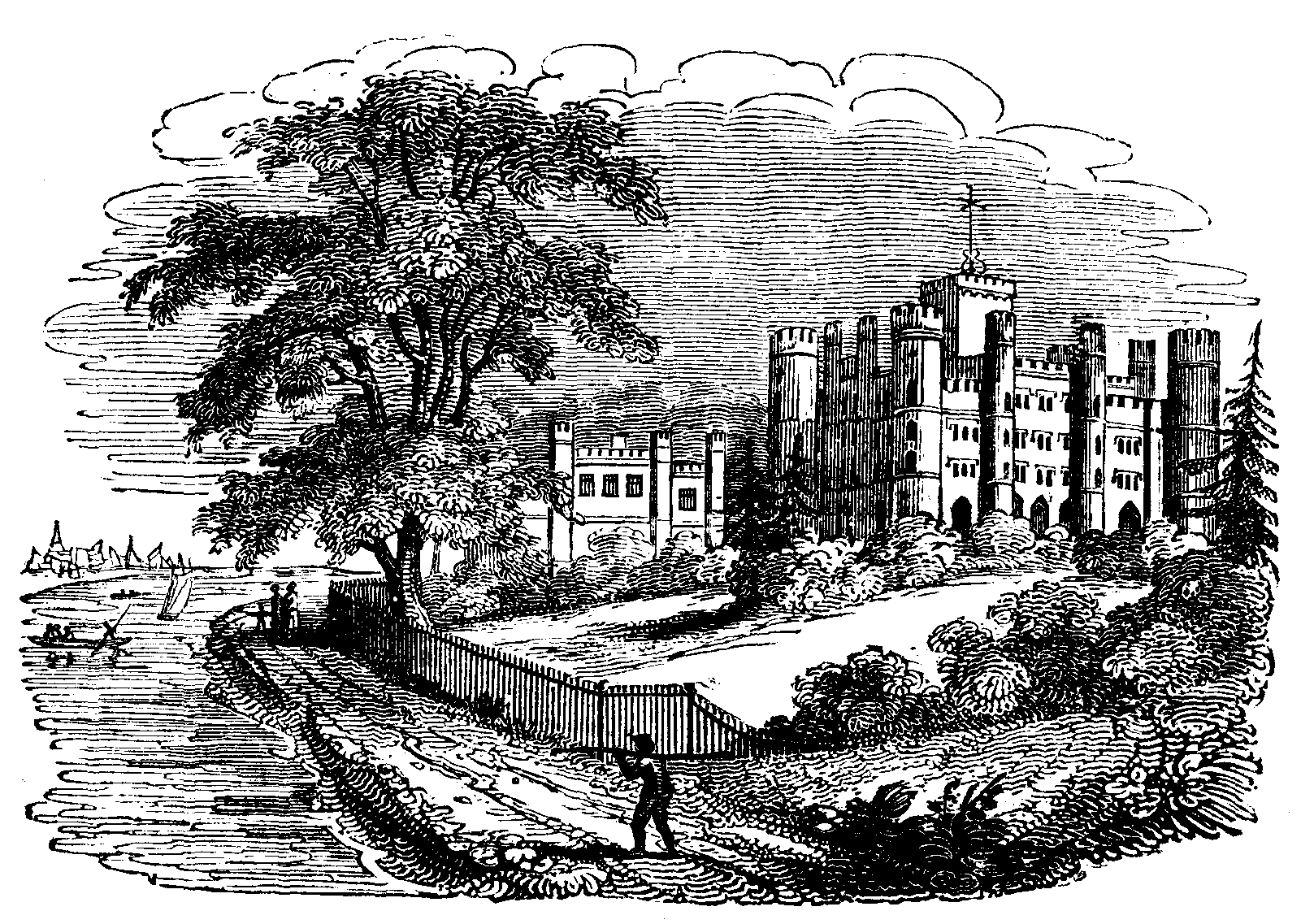
Vista do Kew Palace de Jorge III.

Esta segunda estrutura foi desenhada, em parte, pelo Rei Jorge III e, em parte, por James Wyatt. Começada em 1802, era um palácio acastelado, em estilo neogótico, o qual atraíu poucos elogios, sendo considerado demasiado fraco para um patrono do seu nível. Depois do Rei ficar confinado ao Windsor Castle, a Rainha Carlota recusou-se a ocupar o novo edifício. Este viria a ser demolido durante o reinado do seu filho, Jorge IV, em 1828.
Inúmeros são os exemplos de príncipes que procuraram perpetuar a sua memória pela construção de palácios, desde a Casa Dourada, ou casa dourada, de Nero, até às comparativamente débeis estruturas dos nossos tempos. Como modelos de moderna magnificência e substancial conforto, a mais recente classe de edifícios deve ser admirável; mas nós estamos a ponto de admitir, que em atrevimento e esplendor de desenho, não podem assimilar os trabalhos da antiguidade, dos quais muito do estupendo carácter é preservado até hoje em muitas séries de interessantes ruínas:—
"No progresso da longa decadência,
Tronos afundam-se na poeira, e nações desaparecem".
Como um registo desta decadência, próximo do canto oeste de Kew Green ergue-se o palácio, começado por Jorge III, sob a direcção do falecido James Wyatt. A frente norte possui um ar de solenidade, sinistra grandeza; mas está muito doente de acordo com o gosto e ciência geralmente apresentada pelo seu arquitecto nominal.
Para citar as palavras dum contemporâneo, "esta estrutura anglo-teutónica, acastelada e goticizada, deve ser considerada uma produção abortiva, ao mesmo tempo ilustrativa de mau gosto e julgamento defeituoso. A partir do pequeno tamanho das janelas e diminutas proporções das torretas, parece possuir
"Janelas que excluem a luz,
e passagens que não levam a nada."
Depois da infeliz reclusão do Real "arquitecto", os trabalhos foram suspensos, e o edifício permaneceu inacabado. Contudo, a censura e o abuso sempre foram gastos abundantemente gastos na sua arquitectura, quer seja resultado dum capricho Real ou dum estudo profissional; mas o gosto de ambas as partes merece ser tachada com defeitos.

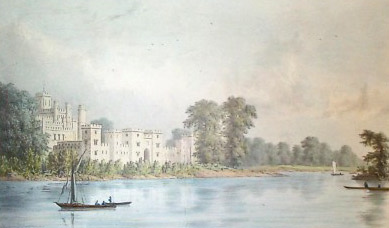
Um desenho do Novo Kew Palace, por William Westall, 1823.

A frente norte foi idealizada para se adequar ao uso da criadagem; todo o edifício é considerado quase indestrutível pelo fogo, por meio de juntas de ferro fundido e vigas, certamente neste caso uma precaução desnecessária, uma vez que faltará a todo o conjunto pouco tempo para ser demolido. A fundação também está num pântano próximo do Tâmisa, e o principal objecto da sua vista é a suja cidade de Brentford, no lado oposto do rio; uma selecção, ao que parece, de gosto de "família", por Jorge II. Sabe-se que disse frequentemente, quando passeava por Brentford, "eu gosto deste lugar, é tão parecido com Yarmany.
Sir Richard Phillips (1767-1840), em "A Morning's Walk from London to Kew" (1817), caracterizou o novo palácio como "o palácio Bastilha, a partir da lembrança desse edifício, tão desagradável à liberdade e aos homens livres. Numa ocasião anterior", diz ele, "vi os seus interiores, e não consigo perceber o motivo para preferir uma forma exterior, a qual tornou impraticável a construção no seu interior de mais que uma série de grandes closets, boudoirs e salas como oratórios". A última parte da sua censura é judiciosamente correcta; mas o epíteto "bastilha" é, talvez, demasiado rude para alguns ouvidos.
O destino prematuro do Kew Palace rendeu-lhe, nesse momento, a atenção da curiosidade pública.

## O Kew Palace da Rainha Carlota

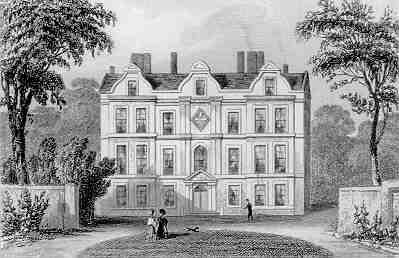
O edifício conhecido actualmente como Kew Palace em 1735, originalmente conhecido como "Dutch House" devido às suas empenas holandesas.

O edifício actualmente conhecido como Kew Palace foi originalmente um palacete de proporções moderadas, em oposição ao velho palácio, conhecido como Dutch House. Este foi tomado, através dum longo arrendamento, por Jorge III aos herdeiros de Sir Richard Levett, um poderoso mercador e antigo Lord Mayor of London, que o havia comprado ao neto do proprietário original, um mercador holandês que havia construído a casa em 1663.
Originária do Sussex, a família Levett (cujo nome deriva da aldeia de Livet, na Normandia) manteve a posse da casa, assim como das terras no complexo de Kew, até 1781, quando a Dutch House foi comprada pelo Rei Jorge III à família Levett. No entanto, a casa era ocupada por membros da Família Real desde 1734, quando a arrendaram aos herdeiros dos Levett. Um mapa de 1771 delimita a terra entre a Dutch House e o rio como pertencendo ao barrister Levett Blackbourne, neto de Sir Richard Levett. De facto, um retrato musical de Frederico, Príncipe de Gales (filho de Jorge II) tocando violoncelo, e das suas irmãs, parte da colecção da National Portrait Gallery em Londres, pintada a óleo sobre tela por Philip Mercier e datado de 1733, usa a casa como seu fundo em plein-air. Em 1735, o arquitecto William Kent produziu um grandioso plano para um amplo palácio Palladiano em Kew, muito ao estilo de Stowe House, mas este nunca foi executado.

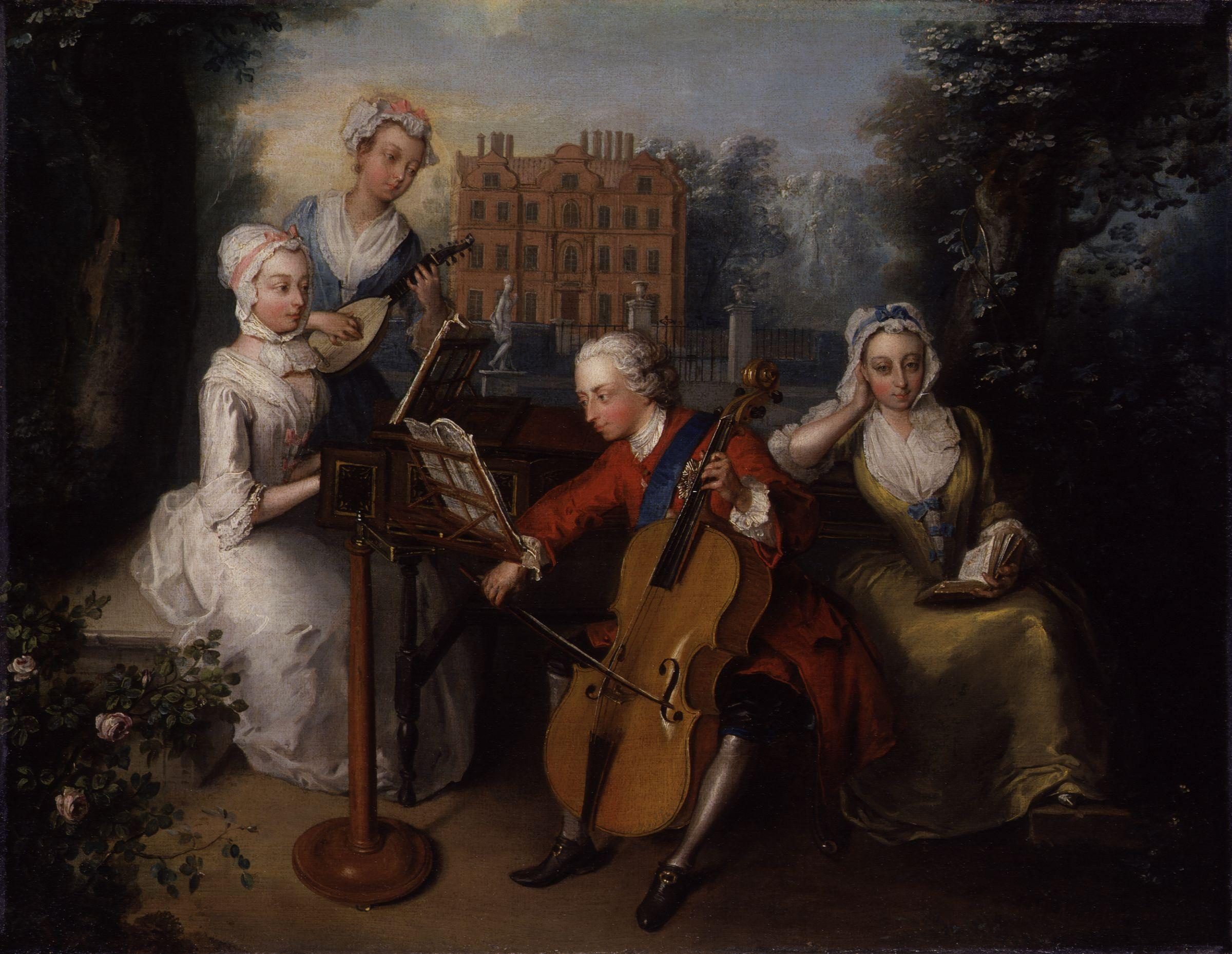
Um retrato musical de Frederico, Príncipe de Gales e das suas irmãs, datado de 1733, usa a casa como seu fundo em plein-air.

Originalmente, pensou-se que a residência de Jorge III na Dutch House seria breve, uma residência temporária enquanto o seu novo palácio acastelado em estilo neogótico (descrito acima) era construído - inicialmente a família residiu na Richmond Lodge, mas como esta aumentou tornou-se necessário tomar outras propriedade em Kew Green, as quais incluíram a Dutch House.
O novo palácio foi pensado como um "Nonsuch Palace georgiano tardio". No entanto este edifício estava muito longe da conclusão em 1810, quando a insanidade do Rei o forçou a retirar-se da vida pública. O estilo do novo palácio não estava ao gosto do seu sucessor, o dissoluto Jorge, o Príncipe Regente. Em 1828, o parlamento havia estudado os relatórios que ordenavam a demolição da estrutura, e que os acessórios e mobiliários que ali haviam sido instalados fossem usados noutras residências Reais. A escadaria foi usada, de facto, mais tarde no Buckingham Palace.
A esposa de Jorge III, Carlota de Mecklenburgo-Strelitz, faleceu na Dutch House no dia 17 de Novembro de 1818.
Quando subiu ao trono, em 1837, a Rainha Vitória deu a maior parte dos Kew Gardens à nação, mantendo apenas uma pequena casa de verão, em tempos pertencente à Rainha Carlota, para seu uso pessoal. Conhecida como "Queen's Cottage", raramente foi visitada pela Rainha Vitória, a qual, para marcar o seu Jubileu de Diamante, em 1887, resolveu apresentá-la ao país.

## Restauro do Kew Palace

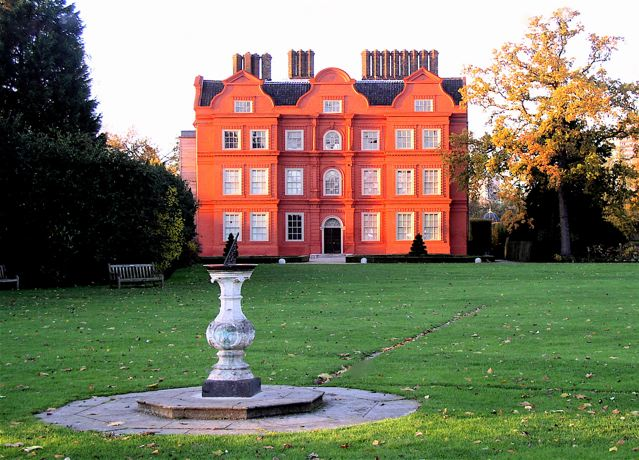
O Palácio de Kew depois da conclusão dos trabalhos de restauro, em 2006.

O terceiro edifício ainda sobrevive actualmente. Fica localizado nos Kew Gardens e, apesar do seu nome, possui o tamanho dum solar. O Kew Palace foi usado para o jantar oferecido por Carlos, Príncipe de Gales, para celebrar o 80º aniversário da sua mãe, a Rainha Isabel II, no dia 21 de Abril de 2006. Poucos dias depois reabriu como atracção turística, após dez anos de encerramento para restauro.
O restauro não incluiu apenas a recuperação física do edifício, mas também a tecelagem de draparias da época e outros tecidos decorativos executados pelo mestre tecelão Ian Dale, da Escócia. Foi adicionado um elevador exterior à ala oeste, para permitir o acesso a deficientes, no lugar duma torre que alojava três andares de lavabos.